# Hors la vie
Pour plus de détails, voir Fiche technique et Distribution.
Hors la vie est un film franco-belge réalisé par Maroun Bagdadi, sorti en 1991. Il est inspiré du livre Un otage à Beyrouth de Roger Auque et Patrick Forestier.

## Synopsis
Un photographe français est enlevé dans un Beyrouth déchiré par la guerre civile libanaise. Au fil du temps, son intégrité et sa confiance en lui vont être brisés.

## Fiche technique
- Titre : Hors la vie
- Réalisation : Maroun Bagdadi
- Scénario : Maroun Bagdadi, Didier Decoin et Elias Khoury, d'après Un otage à Beyrouth de Roger Auque
- Production : Mario Gallo, Enzo Giulioli, Jacques Perrin, Fabienne Tsaï, Sung-lin Tsai et Hugues Nonn
- Sociétés de production : Galatée Films, Films A2, Filmalpha, Lamy Films, Canal+, Rai 2
- Musique : Nicola Piovani
- Photographie : Patrick Blossier
- Montage : Luc Barnier
- Décors : Dan Weil
- Costumes : Magali Guidasci et Frédérique Santerre
- Pays de production :  France,  Belgique,  Italie
- Format : couleurs
- Durée : 97 minutes
- Date de sortie : 1991

## Distribution
- Rafic Ali Ahmad : Walid
- Nidal Al-Askhar : La mère de Khaled
- Hassan Farhat : Ahmed (Frankenstein)
- Hippolyte Girardot : Patrick Perrault
- Habib Hammoud : Ali « Philippe »
- Sabrina Leurquin : Isabelle
- Majdi Machmouchi : Moustapha
- Hamza Nasrallah : De Niro

## Distinctions
- Festival de Cannes 1991 : prix du jury